# آلات برشمة

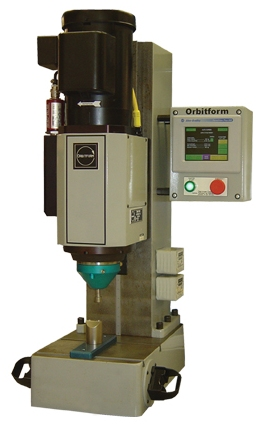
آلة برشمة متطورة

آلة برشمة (بالإنجليزية: Riveting machines)‏ و تستخدم آلة البرشمة في ضغط المسامير تلقائيا من أجل تجميع القطع مع بعضها البعض. تقدم آلة البرشمة قدر أكبر من الاتساق، والإنتاجية، وأقل تكلفة بالمقارنة مع العمل اليدوي.